# Fischer (birra)
La Fischer è una marca di birra francese di proprietà del gruppo Heineken.
Fino al 2009 è stata prodotta dall'omonimo birrificio con sede a Schiltigheim in Alsazia, poi chiuso dal gruppo Heineken che ne era proprietario dal 1996. Da quella data la produzione è stata spostata alla Brasserie de l'Espérance, anch'essa di proprietà del gruppo olandese e con sede a Schiltigheim.

## Storia
La produzione della Fischer inizia nel 1821 quando John Fischer fonda la Brasserie l'Ours-Blanc a Strasburgo; il nome  Fischer compare poi nel 1840. A partire dal 1854 la produzione è trasferita a Schiltigheim, nuova sede del birrificio. Tra la fine degli anni venti a il 1930 viene lanciata la Fischer Gold (che poi sarebbe diventata Fischer Tradition) che presenta sulle bottiglie il Fischermannele, piccolo uomo a cavallo di un barile intento a bere una birra, che diventerà simbolo ufficiale del marchio (nonché di tutto il birrificio) nel 1934.
Dopo la seconda guerra mondiale viene lanciata sul mercato la Pecheur (Fischer significa pescatore in alsaziano). Con l'acquisto della Brasserie Fischer da parte dell'Heineken l'attività produttiva della sede di Schiltigheim viene interrotta nell'autunno 2009 con il trasferimento della produzione e di parte dei macchinari alla Brasserie de l'Espérance, situata nella stessa città.
Nel 2014 la bottiglia di vetro con il tappo ad alzata manuale subisce un restyling che si colloca nel piano di rilancio del marchio che prevede anche l'introduzione di due nuove varianti, la Radler e la Blanche. Nell'anno del restyling la gamma Fischer registra un aumento dei volumi di vendita dell'11%.

## Varianti

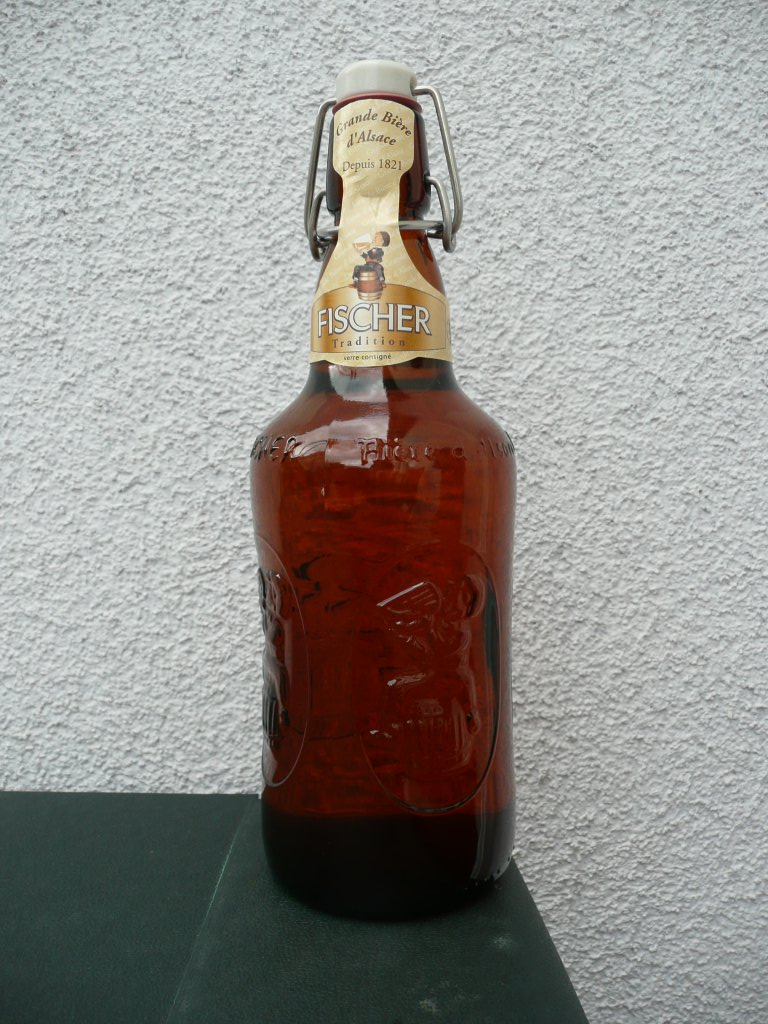
Bottiglia di Fischer Tradition

La gamma Fischer comprende la Fischer Tradition, la Fischer Dorelei e la Pecheur e la Blanche Fischer, più una serie di birre stagionali: la Fischer primavera, la Fischer Natale, la Fischer Radler e la Belle Mira. La produzione annuale supera i 100.000 ettolitri, di cui un terzo consumati in Alsazia.

### Fischer Tradition
Birra di tipo lager, con grado alcolico 6.0% vol, lanciata sul mercato nel 1930 con il nome di Fischer Gold e poi rinominata Fischer Tradition nel 1982. Nel 2016 vince la medaglia di bronzo al concorso generale agricolo del salone internazionale dell'agricoltura di Parigi. Viene prodotta anche a Saint-Louis (La Réunion) dalla Société réunionnaise de brasserie (Sorebra).

### Fischer Doreleï
Birra Amber ale con grado alcolico 6.3% vol, aromatizzata con spezie e infusione di agrumi. Nel 2007 è stata rinominata Fischer Réserve Ambrée, dopo la decisione del gruppo Heineken di riorganizzare la comunicazione dei brand in portafoglio. Col cambio di nome è stata eliminata anche la tradizionale bottiglia in stile Art Nouveau. Nel 2016 viene ulteriormente rinominata Fischer Doreleï. Il nome deriva dalla leggenda di Lorelei.

### Pêcheur

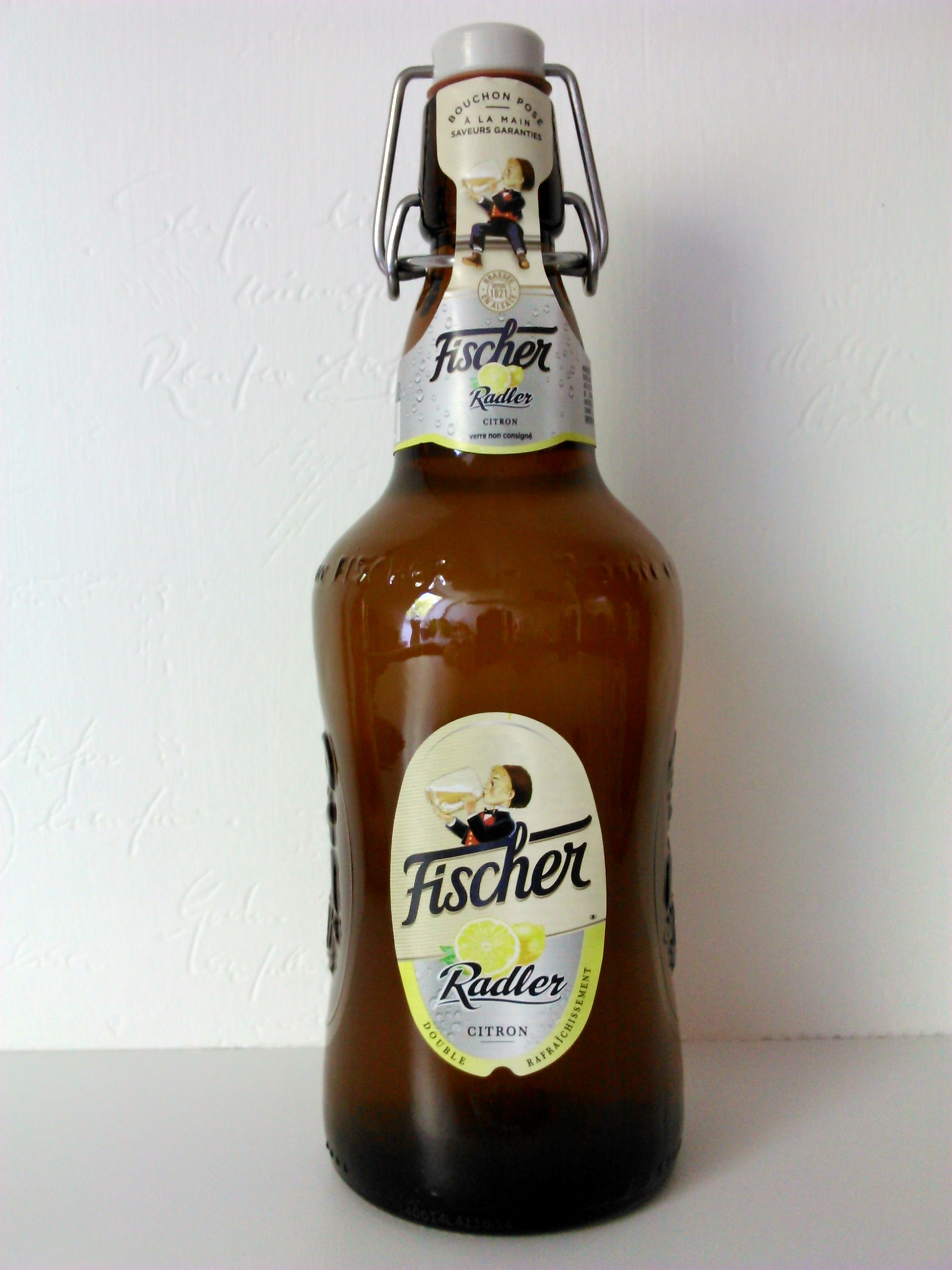
Bottiglia di Fischer Radler

Birra bionda disponibile unicamente alla spina, ideata nel 1918, con il ritorno dell'Alsazia in Francia, il nome è la traduzione in francese del termine Fischer (pescatore).

### Fischer Blanche
Birra di frumento aromatizzata alle spezie con grado alcolico 5% vol, lanciata nel 2014 e disponibile solo nel formato mini fusto da 5 litri.

### Fischer Radler
Radler, con grado alcolico 2.5% vol, lanciata nel 2014.

### La Belle Mira
Birra di frumento aromatizzata alle mirabelle della Lorena con grado alcolico 5.8% vol, lanciata nel 2016.